# Мама и тата се играју рата
Мама и тата се играју рата  српска је ТВ серија из 2020. године.
Од 17. октобра 2020. премијерно се емитује на првом програму Радио-телевизије Србије.

## Синопсис
Серија Мама и тата се играју рата прати јунаке који су на прагу средњих година, фокусира се на онај моменат њихових живота када њихова „младост” и све илузије којих су се грчевито држали коначно уступају место одлукама и обавезама које захтевају зрелост.
Тај процес захтева преиспитивање, суочавање са самим собом, то је болан и отрежњујући процес, али истовремено и урнебесно смешан, пун изазова, погрешних и исправних одлука, баш као и живот сам.
Главни актери су супружници Вељко и Јадранка, чији брак након неколико година улази у озбиљну кризу. Вељко је глумац који још увек чека своју велику улогу, а Јадранка је архитекта која носи готово сву одговорност њиховог заједничког живота на својим леђима. Њихова драма настаје када Јадранка саопшти Вељку да жели да се разведе од њега.
Нова правила живота у транзицији утичу и на односе у брачној заједници чији актери не сазревају на сличан начин. У том смислу је ова серија сведочанство о проблемима са којима се суочавају бројни млади брачни парови, што омогућава висок степен идентификације од стране гледалаца.

## Главне улоге
| Глумац                     | Улога              |
| -------------------------- | ------------------ |
| Гордан Кичић               | Вељко Радисављевић |
| Нина Јанковић              | Јадранка           |
| Teoдора Милин Лена Лазовић | Вида               |
| Богдан Филиповић           | Лав                |
| Небојша Илић               | Ћуфта              |
| Милица Михајловић          | Милена             |
| Алексеј Бјелогрлић         | Марко              |
| Јована Гавриловић          | Александра         |
| Катарина Гојковић          | Радмила            |
| Војин Ћетковић             | адвокат Мики       |
| Тамара Вучковић            | Сташа              |
| Лазар Тасић                | Петар              |
| Чубрило Чупић              | Момчило            |

## Споредне улоге
| Глумац                          | Улога                                          |
| ------------------------------- | ---------------------------------------------- |
| Александар Ђурица               | Мића                                           |
| Милутин Милошевић               | Дејан                                          |
| Гаврило Јешић                   | Будимир                                        |
| Сања Радишић                    | Наташа                                         |
| Милена Николић                  | Разредна                                       |
| Милица Трифуновић               | Марија                                         |
| Анђела Јовановић                | Даница                                         |
| Горан Богдан                    | Славен Мештровић                               |
| Саша Али                        | Синиша                                         |
| Саша Торлаковић                 | директор банке Момир                           |
| Радомир Николић                 | Деда мраз/Кловн/Радомир/портир Централне банке |
| Јоаким Тасић                    | директор филма                                 |
| Вахид Џанковић                  | редитељ Милан - ујка Вања                      |
| Бранислав Трифуновић            | Ивица                                          |
| Бојана Стефановић               | Тијана                                         |
| Златан Видовић                  | психолог за Радмилу                            |
| Драгана Дабовић                 | психолог Драгана                               |
| Марко Јањић                     | др Лекић                                       |
| Милош Ђуричић                   | др гастроентеролог                             |
| Јован Белобрковић               | референт Мијовић                               |
| Андрија Кузмановић              | глумац 48 кастинг                              |
| Срђан Милетић                   | продуцент Босанац                              |
| Зоран Пајић                     | водитељ                                        |
| Наташа Аксентијевић             | старлета                                       |
| Данијел Ковачевић               | службеник ризика Средојевић                    |
| Милош Анђелковић                | редитељ Коста                                  |
| Сандра Перовић                  | лично                                          |
| Данијел Грејс Адамило           | Шантел Амиду Асамоах                           |
| Салију Сесај                    | Ба - Шантелин отац                             |
| Дејвид Окенва                   | Зи - Шантелин брат                             |
| Ирис Сониа Милић                | Шерида - Шантелина мајка                       |
| Стефан Бундало                  | Срђан                                          |
| Стефан Милићевић                | Реља                                           |
| Лена Живановић                  | кул девојчица 1                                |
| Стефани Симанић                 | кул девојчица 2                                |
| Мила Маричић                    | кул девојчица 3                                |
| Илија Јовановић                 | Рељин друг                                     |
| Наталија Оташевић               | Снежана                                        |
| Никола Станковић                | Микијев приправник Ненад                       |
| Анђела Кирбл                    | Соња - ујка Вања                               |
| Ивона Момировић                 | Јелена Андрејевна - ујка Вања                  |
| Драган Весић                    | Астров - ујка Вања                             |
| Александар Кањевац              | директор фотографије                           |
| Срђан Кнер                      | помоћник редитеља                              |
| Владимир Гвојић                 | суши мајстор                                   |
| Милан Поповић                   | млади пацијент                                 |
| Матија Предић                   | асистент редитеља                              |
| Бојана Урошевић                 | Кременка - приватна вечера                     |
| Теодора Гачић                   | секретарица продукције                         |
| Михаило Глишовић                | менаџер локација                               |
| Нина Перишић                    | сценографкиња Тамара                           |
| Маријана Вићентијевић Бадовинац | др Гастроентеролог                             |
| Александар Ранковић             | човек из кетеринга                             |
| Андреа Форца                    | службеница у банци                             |
| Дарија Вулић                    | Дуња - Снежина мама                            |
| Нинослав Ђорђевић               | адвокат супротне стране                        |
| Мирко Марковић                  | човек из реда - банка                          |
| Оливера Гуцонић                 | медицинска сестра                              |
| Петар Лукић                     | клијент Лазар Николић                          |
| Марија Бабић                    | социјална радница 1                            |
| Радмила Ђорђевић                | социјална радница 2                            |
| Невена Игњатовић                |                                                |
| Христина Татић                  |                                                |
| Риста Милутиновић               |                                                |
| Богдан Костић                   |                                                |
| Нина Недић                      |                                                |
| Братислав Здравковић            |                                                |
| Недељко Тепавчевић              |                                                |
| Оља Николић                     |                                                |
| Хелена Павић                    |                                                |
| Мартин Бермосер                 | Андреас Хофман                                 |
| Мерседес де ла Круз             | продуценткиња Нетфликса                        |
| Амела Терзимехић                | Ивана Костић                                   |
| Радоје Чупић                    | Коста Парошки                                  |
| Бранимир Брстина                | Жаре                                           |
| Светозар Цветковић              | Милутин                                        |
| Милан Узелац                    | Маркић                                         |
| Ненад Гвозденовић               | тип са кесом                                   |
| Вутер ван Хаувелинген           | Тобијас                                        |
| Тијана Марковић                 | Надежда                                        |
| Горан Султановић                | Милић Костић                                   |
| Ана Стефанвић                   | помоћник редитеља                              |
| Бранко Перишић                  | реге радник                                    |
| Дејана Гајдаш                   | Јоргованка                                     |
| Добрила Ћирковић                | Баба                                           |
| Амар Ћоровић                    | Ђорђе                                          |
| Игор Боројевић                  | Благоје                                        |
| Иван Михаиловић                 | поп Михајло                                    |
| Веселин Докнић                  | црквењак                                       |
| Јелена Ћурувија                 | учитељица                                      |
| Лако Николић                    | директор погребног предузећа                   |
| Мирко Николић                   | доктор у мртвачници                            |
| Миленко Адамов                  | инспицијент/Миленко                            |
| Гордана Ђокић                   | Станислава                                     |
| Ненад Ћирић                     | Небојша Петронијевић                           |
| Владислав Михаиловић            | таксиста                                       |
| Добрила Стојнић                 | Драгиња                                        |
| Адмир Шеховић                   | колега                                         |
| Александар Глигорић             | Оливер                                         |
| Микица Петронијевић             | чувар затвора                                  |
| Маја Колунџија                  | Микијева клијенткиња                           |
| Момчило Мурић                   | Микијев клијент                                |
| Миа Симоновић                   | Марија                                         |
| Никола Керкез                   | избацивач у клубу                              |
| Вања Ејдус                      | Ирена                                          |
| Немања Оливерић                 | Дарко                                          |
| Мина Николић                    | Јелисавета                                     |
| Примож Екарт                    | Магнус                                         |
| Бојан Димитријевић              | Павле Чортановски                              |
| Марко Гиздавић                  | Зденко                                         |
| Бојан Жировић                   | терапеут                                       |
| Бранка Шелић                    | дечији психолог                                |
| Горица Поповић                  | социјална радница                              |
| Душан Ковачевић                 | Аки                                            |
| Петар Бенчина                   | Шанкер                                         |
| Матеја Поповић                  | писац                                          |
| Владимир Алексић                | Раде                                           |
| Ненад Хераковић                 | Славко                                         |
| Дејан Луткић                    | редитељ рекламе                                |
| Урош Јаковљевић                 | саобраћајац                                    |
| Миа Радовановић                 | организаторка/Вишња, пр серије                 |
| Небојша Миловановић             | редитељ серије Коста Јовановић                 |
| Бранко Кичић                    | продуцент                                      |
| Никола Ђуричко                  | Даре                                           |
| Срђан Тимаров                   | Дебели                                         |
| Сандра Перовић                  | водитељка                                      |
| Иван Михаиловић                 | поп Михајло                                    |
| Хана Бештић                     | Аја                                            |
| Ненад Јездић                    | старији полицајац                              |
| Бранислав Зеремски              | доктор                                         |
| Тамара Радовановић              | секретарица у агенцији                         |
| Радослав Ћебић                  | обезбеђење                                     |
| Владислава Ђорђевић             | клијентица на снимању рекламе                  |
| Миодраг Крчмарик                | Мирко                                          |
| Тања Пјевац                     | медицинска сестра Маја                         |
| Бора Ненић                      | старији комшија                                |
| Ива Манојловић                  | васпитачица Катарина                           |
| Тијана Гал                      | продавачица сладоледа                          |
| Никола Јанковић                 | млађи полицајац                                |
| Миливој Борља                   | Ђанкоза                                        |
| Срђан Пантелић                  | истетовирани тип                               |
| Марко Петковић                  | крупни                                         |
| Никола Илић                     | полицајац у станици                            |
| Милош Лучић                     | младић                                         |
| Анђелко Павловић                | човек са папирима                              |
| Милан Стаменковић               | Медицински брат у мртвачници                   |
| Наташа Јанковић                 | мајка                                          |
| Јелена Јечменица                | крупна колегиница                              |
| Весна Кљајић Ристовић           | Зорица                                         |
| Биљана Тодоровић                | хостеса на сплаву                              |
| Алекса Илић                     | конобар на сплаву                              |
| Страхиња Бичанин                | менаџер сплава                                 |
| Анита Огњеновић                 | надувана девојка                               |
| Иван Милошевић                  | надуван момак                                  |
| Милош Ћирић                     | Роско                                          |
| Теодора Томашев                 | апотекарка                                     |
| Зоран Бјелац                    | конобар у ресторану                            |
| Милица Јевтић                   | новинарка на премијери                         |
| Бојан Бајчетић                  | таксиста                                       |
| Јанко Радишић                   | отац у луна парку                              |
| Огњен Гоцић                     | дечак у луна парку                             |
| Чарни Ђерић                     | доктор                                         |
| Владимир Цвејић                 | мајстор за лифт                                |
| Сташа Лаковић                   | дете које се расплаче                          |
| Атанасије Штогрен               | добри дечак                                    |
| Огњен Ђорђевић                  | зли дечак                                      |
| Влада Нићифоревић               | глумац                                         |
| Мирјана Требињац                | глумица                                        |
| Урош Младеновић                 | глумац                                         |
| Јелена Пиндовић                 | костимограф                                    |
| Никола Крнета                   | Бане гардеробер                                |
| Гордана Ђокић                   | шминкерка                                      |
| Милица Јеличић                  | девојка                                        |
| Коста Нешовић                   | дечак у публици                                |
| Вукашин Јовановић               | Миленин син                                    |
| Владан Матовић                  | Звонимир                                       |

## Епизоде
| Сезона | Сезона | Епизоде | Епизоде | Оригинално емитовање | Оригинално емитовање |
| Сезона | Сезона | Епизоде | Епизоде | Премијера            | Финале               |
| ------ | ------ | ------- | ------- | -------------------- | -------------------- |
|        | 1.     | 10      | 10      | 17. октобар 2020.    | 15. новембар 2020.   |
|        | 2.     | 10      | 10      | 17. децембар 2022.   | 15. јануар 2023.     |
|        | 3.     | 10      | 10      | 15. март 2025.       | 13. април 2025.      |

| Бр. еп. (укупно) | Бр. еп. (у сезони) | Наслов                           | Редитељ        | Сценариста                                                     | Премијера          |
| --- | ------------------ | -------------------------------- | -------------- | -------------------------------------------------------------- | ------------------ |
| 1 | 1                  | Свако има право на своје мишљење | Гордан Кичић   | Владимир Симић Марко Манојловић Гордан Кичић                   | 17. октобар 2020.  |
| Вељко је глумац који никако не може да се снађе у новим временима. Чека своју велику уметничку шансу која никако не долази. Његова супруга, Јадранка, архитекткиња, преузима многе породичне обавезе на себе и свесна је да је њихов брак запао у кризу. Њих двоје имају ћерку, Виду, која има психолошки проблем, јер вербално не комуницира са околином. Јадранка инсистира да оду код психијатра. На том разговору Вељко негира постојање било каквих проблема у њиховом браку, а Јадранка се никако не слаже са његовом проценом ситуације.                         |                    |                                  |                |                                                                |                    |
| 2 | 2                  | Бежи, бежи то је увек најлепше   | Гордан Кичић   | Владимир Симић Марко Манојловић Гордан Кичић                   | 18. октобар 2020.  |
| Јадранка је одлучила да се разведе од Вељка. Она више не може да издржи његову незрелост и избегавање суочавања са реалним животним проблемима. Вељку ни на послу не иде најбоље. Чека на озбиљну улогу, али је принуђен да игра у рекламама које су пуно испод његових глумачких способности. Изнервиран због конфликта на снимању рекламе где га је колега ујео за руку, Вељко долази на породични ручак код Јадранкиних родитеља. Пред изненађеним родитељима Вељко саопшти да је његов заједнички живот са Јадранком завршен.                                       |                    |                                  |                |                                                                |                    |
| 3 | 3                  | Промене су најважније у животу   | Гордан Кичић   | Владимир Симић Марко Манојловић Гордан Кичић                   | 24. октобар 2020.  |
| Јадранка не жели да разговара са Вељком. Поднела је захтев за развод, а Вељко никако не може да се помири са таквим расплетом њиховог брака. Вељко је фрустриран и зато што је принуђен да глуми у представама за децу која га провоцирају док је на сцени. Сваки Вељков покушај да као глумац дође до задовољења уметничких порива завршава се неуспехом. Јадранка, с друге стране, мора хитно да заврши пројекат за власника њене фирме који је Данац. |                    |                                  |                |                                                                |                    |
| 4 | 4                  | Деда Мраз данас неће доћи        | Гордан Кичић   | Владимир Симић Марко Манојловић Гордан Кичић                   | 25. октобар 2020.  |
| Вељко је принуђен да глуми ирваса Рудија у представи за децу како би дошао до основних средстава за живот. Он заправо очајнички жели да добије улогу инспектора у крими телевизијској серији. Препрема се за ту улогу са пријатељем Ћуфтом, који такође има љубавних проблема са својом девојком, Иреном. Јадранка одлази код психотерапеута којем каже да њен брак са Вељком никако не може да опстане због његове себичности, али од психотерапеута не добија одговарајући савет.                                                                                     |                    |                                  |                |                                                                |                    |
| 5 | 5                  | Реална прича                     | Гордан Кичић   | Владимир Симић Марко Манојловић Гордан Кичић                   | 31. октобар 2020.  |
| Јадранка од својих родитеља тражи савет да ли да се разведе од Вељка. Отац јој каже да их није питала ни када се удавала и да би сада, када је у проблему, требало сама да доноси одлуке о свом животу. Вељков пријатељ Ћуфта не може да му помогне у припреми за кастинг, јер је пао у депресију због озбиљних проблема са својом девојком, Иреном. Ћуфта се посвађа са Вељком оптужујући га да је саможив и напусти дечију представу у којој игра Деда Мраза. У тој представи Вељко глуми ирваса Рудолфа који сам треба да изађе пред бучну децу.                     |                    |                                  |                |                                                                |                    |
| 6 | 6                  | Нисам ја такав човек             | Владимир Тагић | Maрко Манојловић Катарина Митровић Владимир Тагић Гордан Кичић | 1. новембар 2020.  |
| Вељко је одиграо главну улогу, инспектора, у телевизијској крими серији. Долази на премијеру прве епизоде те серије у биоскоп. У великој је треми и не може себе да гледа на великом платну. Испостави се да је серија изузетно примљена од стране публике и Вељку одмах након премијере понуде улогу у страној серији. Страни редитељ му каже да је серија у којој га је гледао веома лоша, али да је он, Вељко, изванредан потенцијал. Вељкова изненадна популарност привуче атрактивну девојку Даницу, која је у јавности пре свега позната као инстаграм звезда.    |                    |                                  |                |                                                                |                    |
| 7 | 7                  | Д Славз                          | Владимир Тагић | Катарина Митровић Марко Манојловић Владимир Тагић Гордан Кичић | 7. новембар 2020.  |
| Вељку је глумачка каријера кренула успешним током, али не и његовом пријатељу, Ћуфти, такође глумцу, који је избачен из стана због неплаћања кирије. Вељко пристаје да плати његове дугове. Ћуфта се пресели у кућу Вељковог оца у којој станује и Вељко након развода. Вељкова бивша супруга, Јадранка, сада живи са новим човеком - ветеринаром Дејаном. Код Јадранке је дошла њена мајка, Радмила, која јој каже да је одлучила да напусти свог супруга, Милутина, на којег се жали да је не примећује деценијама.                                                   |                    |                                  |                |                                                                |                    |
| 8 | 8                  | Морам нешто да ти кажем          | Владимир Тагић | Maрко Манојловић Катарина Митровић Владимир Тагић Гордан Кичић | 8. новембар 2020.  |
| Јадранка постаје безвољна и све теже јој падају обавезе које се односе на функционисање фирме у којој ради. Убрзо схвати да је остала у другом стању са својим новим партнером, ветеринаром Дејаном. Са Дејаном живи од када се растала са Вељком са којим и даље дели бригу око ћерке Виде. Вељку нуде улогу у наставку телевизијске крими серије у којој се он прославио играјући инспектора Хајдуковића. Он се налази пред тешко решивом дилемом како да се одлучи јер му, с друге стране, нуде улогу у великој страној серији коју би требало да снима на Камчатки. |                    |                                  |                |                                                                |                    |
| 9 | 9                  | Камчатка                         | Владимир Тагић | Maрко Манојловић Катарина Митровић Владимир Тагић Гордан Кичић | 14. новембар 2020. |
| Вељко и Јадранка су се развели. Након подршке коју му је Јадранка пружила кад је његовом оцу позлило, Јадранка и Вељко заврше у постељи. Том чињеницом је згрожена Јадранкина мајка, Радмила, која је напустила свог супруга, Милутина, и сада живи код ћерке. Радмила замера својој ћерки на обновљеној вези са Вељком, јер је на тај начин изневерила Дејана, ветеринара, који је нови Јадранкин емотивни партнер. Вељко дође на прославу петог рођендана своје ћерке Виде. За столом, на новом суочавању, су Јадранка, Дејан и Вељко.                                |                    |                                  |                |                                                                |                    |
| 10 | 10                 | Људски минимум                   | Владимир Тагић | Maрко Манојловић Катарина Митровић Владимир Тагић Гордан Кичић | 15. новембар 2020. |
| Вељко је дошао код своје бивше супруге, Јадранке. Она захтева од њега да саопшти њиховој заједничкој ћерки, да неће моћи да јој испуни дато обећање - да је води на Камчатку, на којој би Вељко требало да глуми у ТВ серији "Словени". Вељко схвати да се лоше понашао према својој околини. Оде код Дејана, новог Јадранкиног љубавног партнера, и каже му да она чека његово, Дејаново, дете. Пред емотивно оштећеним Вељком сада је велика дилема - да ли да оде на снимање ТВ серије на Камчатку или да остане у Београду и покуша да реши своје проблеме.         |                    |                                  |                |                                                                |                    |